# 沈初
沈初（1735年—1799年），字景初，號雲椒，浙江嘉興府平湖縣人，清朝政治人物。

## 生平
沈初年少時被同郡人士錢陳群稱為異才。乾隆二十七年（1762年）乾隆帝南巡，召試，欽賜壬午科舉人，授內閣中書，二十八年（1763年）癸未科一甲第二名進士（榜眼）。授翰林院編修，三十二年（1767年）入直懋勤殿，合寫經為皇太后祝釐，三十三年（1768年）升侍講，三十六年（1771年）入直南書房，任河南學政，丁祖母憂。服闋，三十九年（1774年）升右春坊右庶子，四十年（1775年）升詹事府少詹事，四十一年（1776年）升禮部右侍郎，四十二年（1777年）任福建學政，四十四年（1779年）丁父憂，四十七年（1782年）丁母憂。服闋，五十年（1786年）起為兵部右侍郎，同年任順天學政，五十一年（1787年）任江蘇學政，五十五年（1790年）改吏部右侍郎，五十七年（1792年）任江西學政。
沈初以文學才能而受重用，歷任四庫全書館、三通館副總裁，曾續編《石渠寶笈》、《秘殿珠林》，校勘《太學石經》等。嘉慶元年（1796年）參與千叟宴，擢都察院左都御史、軍機處行走，同年改兵部尚書，二年（1797年）三月改吏部尚書，同年八月改戶部尚書，四年（1799年）充實錄館副總裁，同年卒，諡文恪，入祀賢良祠。

## 著作
著有《西清筆記》、《蘭韻堂集》。

## 延伸阅读
[在维基数据编辑]
 《清史稿·卷351》，出自趙爾巽《清史稿》